# Гленрок (Вајоминг)
Гленрок (енгл. Glenrock) град је у америчкој савезној држави Вајоминг.

## Демографија
По попису из 2010. године број становника је 2.576, што је 345 (15,5%) становника више него 2000. године.
| Група             | 2000.         | 2010.         |
| Белци             | 2.064 (92,5%) | 2.381 (92,4%) |
| Афроамериканци    | 7 (0,3%)      | 13 (0,5%)     |
| Азијати           | 9 (0,4%)      | 11 (0,4%)     |
| Хиспаноамериканци | 85 (3,8%)     | 125 (4,9%)    |
| Укупно            | 2.231         | 2.576         |